# Juliane Burghardt
Juliane Burghardt (* 1984) ist eine deutsche Wissenschaftlerin und Autorin.

## Leben
Sie studierte von 2004 bis 2009 Psychologie an der Universität Trier und war anschließend an verschiedenen Universitäten als wissenschaftliche Mitarbeiterin tätig. Dazu gehörten die  Universität Heidelberg, Universitätsmedizin der Johannes-Gutenberg-Universität Mainz, University of California in Davis und Universität Hamburg. Derzeit ist sie an der Karl Landsteiner Privatuniversität tätig. Sie veröffentlichte zwei Bücher zur Wissenschaftskommunikation. Das Buch Arbeitsplatz Wissenschaft: Zwischen Mythos und Realität beschäftigt sich mit dem Forschungsprozess und der wissenschaftlichen Arbeit an Universitäten. Das Buch legt einen besonderen Schwerpunkt auf zwischenmenschliche Aspekte der Arbeit, die in anderen Arbeiten nicht fokussiert werden. Das zweite Buch befasst sich mit der Abnahme von Sexualität und den Gründen dafür. 

## Auszeichnungen
- 2022 Wissenschaftspreis des Landes Niederösterreich (Anerkennungspreis)[3]

## Forschungsgebiete
- Geschlechterunterschiede bei psychischen Erkrankungen
- Theory of Mind
- Sexualität

## Publikationen
Monographien
- Arbeitsplatz Wissenschaft: Zwischen Mythos und Realität. Springer, Berlin, 2022, ISBN 978-3662638927.
- Alles kann, nichts läuft: Warum wir immer weniger Sex haben. S. Hirzel Verlag, 2024, ISBN 978-3777632193.

Herausgeberwerke
- gem. mit  Friedrich Riffer, Manuel Sprung und Elmar Kaiser: Sexualität im Kontext psychischer Störungen: Vielfalt der Normalität und Stellenwert in der Psychotherapie (Psychosomatik im Zentrum, 5). Springer, Berlin, ISBN 978-3662637258.

Zeitschriftenartikel
- Knopp, M., Burghardt, J., Oppenauer, C., Meyer, B., Moritz, S., & Sprung, M. (2024). Affective and cognitive Theory of Mind in patients with alcohol use disorder: Associations with symptoms of depression, anxiety, and somatization. Journal of Substance Use and Addiction Treatment, 157, 209227. doi:10.1016/j.josat.2023.209227
- Juliane Burghardt, Silvia Gradl, Magdalena Knopp, Manuel Sprung: Psychopathology and Theory of Mind in patients with personality disorders. In: Borderline Personality Disorder and Emotion Dysregulation. Band 10, Nr. 1, 1. Juni 2023, ISSN 2051-6673, S. 18, doi:10.1186/s40479, PMID 37259167, PMC 10234024 (freier Volltext).
- Gradl, S., Burghardt, J., Oppenauer, C., & Sprung, M. (2023). The Role of Negative Posttraumatic Cognitions in the Treatment of Patients with Post-traumatic Stress Disorder. Cognitive Therapy and Research. doi:10.1007/s10608-023-10397-2
- Oppenauer, C., Sprung, M., Gradl, S., & Burghardt, J. (2023). Dialectical behaviour therapy for posttraumatic stress disorder (DBT-PTSD): Transportability to everyday clinical care in a residential mental health centre. European Journal of Psychotraumatology, 14(1), 2157159. doi:10.1080/20008066.2022.2157159
- Burghardt, J., Knopp, M., Meyer, B., Riffer, F., & Sprung, M. (2022). How Individual and Situational Factors Influence Measures of Affective and Cognitive Theory of Mind in Psychiatric Inpatients. Frontiers in Psychology, 13. doi:10.3389/fpsyg.2022.855038
- Appel, H., Englich, B., & Burghardt, J. (2021). “I Know What I Like” – Indecisiveness Is Unrelated to Behavioral Indicators of Evaluation Difficulties. Frontiers in Psychology, 12, 4042. doi:10.3389/fpsyg.2021.710880
- Burghardt, J., Riffer, F., & Sprung, M. (2021). Gender effects on outcomes of psychosomatic rehabilitation are reduced. PLOS ONE, 16(8), e0256916. doi:10.1371/journal.pone.0256916
- Burghardt, J., Oppenauer, C, Kaiser, E., Riffer, F., & Sprung, M. (2021). Psychological distress during the COVID-19 pandemic in patients with mental or physical diseases. Frontiers in Psychology, 0. doi:10.3389/fpsyg.2021.703488
- Knopp, M., Riffer, F., Burghardt, J., & Sprung, M. (2021). Geschlechtsspezifische Unterschiede in der psychotherapeutischen Versorgung. Psychotherapeut. doi:10.1007/s00278-021-00523-4
- Burghardt, J., & Bodansky, A. N. (2021). Why Psychology Needs to Stop Striving for Novelty and How to Move Towards Theory-Driven Research. Frontiers in Psychology, 12. doi:10.3389/fpsyg.2021.609802 (received Recognition Award by the State of Lower Austria)
- Klein, E., Brähler, E., Petrowski, K., Tibubos, A. N., Burghardt, J., Wiltink, J., Michal, M., Wild, P., Schulz, A., Munzel, T., König, J., Lackner, K., Pfeiffer, N., & Beutel, M. (2020). Recalled parental rearing behavior in adult women and men with depressive and anxiety symptoms: Findings from a community study. Zeitschrift für Psychosomatische Medizin und Psychotherapie, 66, 243–258. doi:10.13109/zptm.2020.66.3.243
- Ernst, M., Reiner, I., Fieß, A., Tibubos, A. N., Schulz, A., Burghardt, J., Klein, E. M., Brähler, E., Wild, P. S., Münzel, T., König, J., Lackner, K. J., Pfeiffer, N., Michal, M., Wiltink, J., & Beutel, M. E. (2020). Sex-dependent associations of low birth weight and suicidal ideation in adulthood: A community-based cohort study. Scientific Reports, 10(1), 12969. doi:10.1038/s41598-020-69961-5
- Burghardt, J., Tibubos, A. N., Otten, D., Brähler, E., Binder, H., Grabe, H. J., Kruse, J., Ladwig, K., Schomerus, G., Wild, P. S., Beutel, M. E. (2020) A multi-cohort consortium for GEnder-Sensitive Analyses of mental health trajectories and implications for prevention (GESA) in the general population in Germany. BMJ Open, 10(2), e034220. doi:10.1136/bmjopen-2019-034220
- Tibubos, A. N., Burghardt, J., Klein, E. M., Brähler, E., Jünger, C., Michal, M., Wiltink, J., Wild, P. S., Münzel, T., Singer, S., Pfeiffer, N., & Beutel, M. E. (2020). Frequency of stressful life events and associations with mental health and general subjective health in the general population. Journal of Public Health. doi:10.1007/s10389-020-01204-3
- Beutel, M. E., Klein, E. M., Henning, M., Werner, A. M., Burghardt, J., Tibubos, A. N., Schmutzer, G., & Brähler, E. (2020). Somatic Symptoms in the German General Population from 1975 to 2013. Scientific Reports, 10(1), 1–7. doi:10.1038/s41598-020-58602-6
- Tibubos, A. N., Brähler, E., Ernst, M., Baumgarten, C., Wiltink, J., Burghardt, J., Michal, M., … Beutel, M. E. (2019). Course of depressive symptoms in men and women: differential effects of social, psychological, behavioral and somatic predictors. Scientific Reports. Doi:10.1038/s41598-019-55342-0
- Burghardt, J., Beutel, M. E., Hasenburg, A., Schmutzer G., & Brähler, E. (2019). Declining Sexual Activity and Desire in Women: Findings from Representative German Surveys 2005 and 2016. Archives of Sexual Behavior. Doi:10.1007/s10508-019-01525-9
- Burghardt, J., Klein, E., Brähler, E., Ernst, M., Schneider A., Eckerle S., Neu, M. A., Wingerter, A., Henninger, N, Panova‐Noeva, M., Prochaska J., Wild, P.S., Faber, J., Beutel M. E. (2019) Prevalence of mental distress among adult survivors of childhood cancer in Germany—Compared to the general population. Cancer Medicine, 8(4), 1865-1874. doi:10.1002/cam4.1936
- Ernst, M., Tibubos, A. N., Unterrainer, J., Burghardt, J., Brähler, E., Wild, P. S., … Beutel, M. E. (2019). Status and predictors of planning ability in adult long-term survivors of CNS tumors and other types of childhood cancer. Scientific Reports, 9(1), 7290. doi:10.1038/s41598-019-43874-4
- Ernst, M., Wiltink, J., Tibubos, A. N., Brähler, E., Schulz, A., Wild, P. S., Burghardt, J., Münzel, T., König, J., Lackner, K., Pfeiffer, N., Michal, M., & Beutel, M. E. (2019). Linking cancer and mental health in men and women in a representative community sample. Journal of Psychosomatic Research, 124, 109760. doi:10.1016/j.jpsychores.2019.109760
- Beutel, M. E., Brahler, E., Wiltink, J., Ghaemi, J., Burghardt, J., Michal, M., … Tibubos, A. N. (2019). New onset of depression in aging women and men: contributions of social, psychological, behavioral, and somatic predictors in the community. Psychol Med, 1–8. doi:10.1017/s0033291718001848
- Beutel, M. E., Burghardt, J., Tibubos, A. N., Klein, E. M., Schmutzer, G., & Brähler, E. (2018). Declining Sexual Activity and Desire in Men—Findings from Representative German Surveys, 2005 and 2016. The Journal of Sexual Medicine, 15(5), 750-756. Doi: doi:10.1016/j.jsxm.2018.03.010
- Alves, H., Unkelbach, C., Burghardt, J., Koch, A. S., Kruger, T., & Becker, V. D. (2015). A density explanation of valence asymmetries in recognition memory. Mem Cognit, 43(6), 896-909. Doi:10.3758/s13421-015-0515-5
- Prytherch, H., Leshabari, M., Wiskow, C., Aninanya, G., Kakoko, D., Kagoné, M., Burghardt, J., Kynast-Wolf, G., Marx, M., & Sauerborn, R. (2012). The challenges of developing an instrument to assess health provider motivation at primary care level in rural Burkina Faso, Ghana and Tanzania. Global Health Action, 5. doi:10.3402/gha.v5i0.19120